# Macrosteles rabaticus
Macrosteles rabaticus är en insektsart som beskrevs av Lindberg 1963. Macrosteles rabaticus ingår i släktet Macrosteles och familjen dvärgstritar. Inga underarter finns listade i Catalogue of Life.